# Illa Alexander
L'illa Alexander (en anglès Alexander Island) és una de les illes àrtiques que conformen l'arxipèlag de la Reina Elisabet, pertanyent al territori de Nunavut, al nord del Canadà.

## Geografia
L'illa Alexander és la més meridional de les quatre illes que es troben a l'extrem nord-oest de l'illa de Bathurst, junt a l'illa Cameron, l'illa Massey i l'illa Vanier, i que semblen una prolongació, en forma de península de l'illa de Bathurst. Fins al 1947 no es va poder determinar que en realitat eren quatre illes separades per estrets canals.
Es troba al sud de l'illa Massey i l'illa Marc, de les quals la separa l'estret de Boyer es troba al sud de l'illa Massey, i al nord de l'illa de Bathurst, separada pel Pell Inlet.
La seva superfície és de 484 km² i l'alçada màxima se situa al voltant dels 200 metres.